# Egon Ditt
Egon Ditt (* 29. Mai 1931 in Bremen; † 4. Juli 2005 ebenda) war ein deutscher Schachspieler und Verwaltungsfachmann.

## Schachspieler

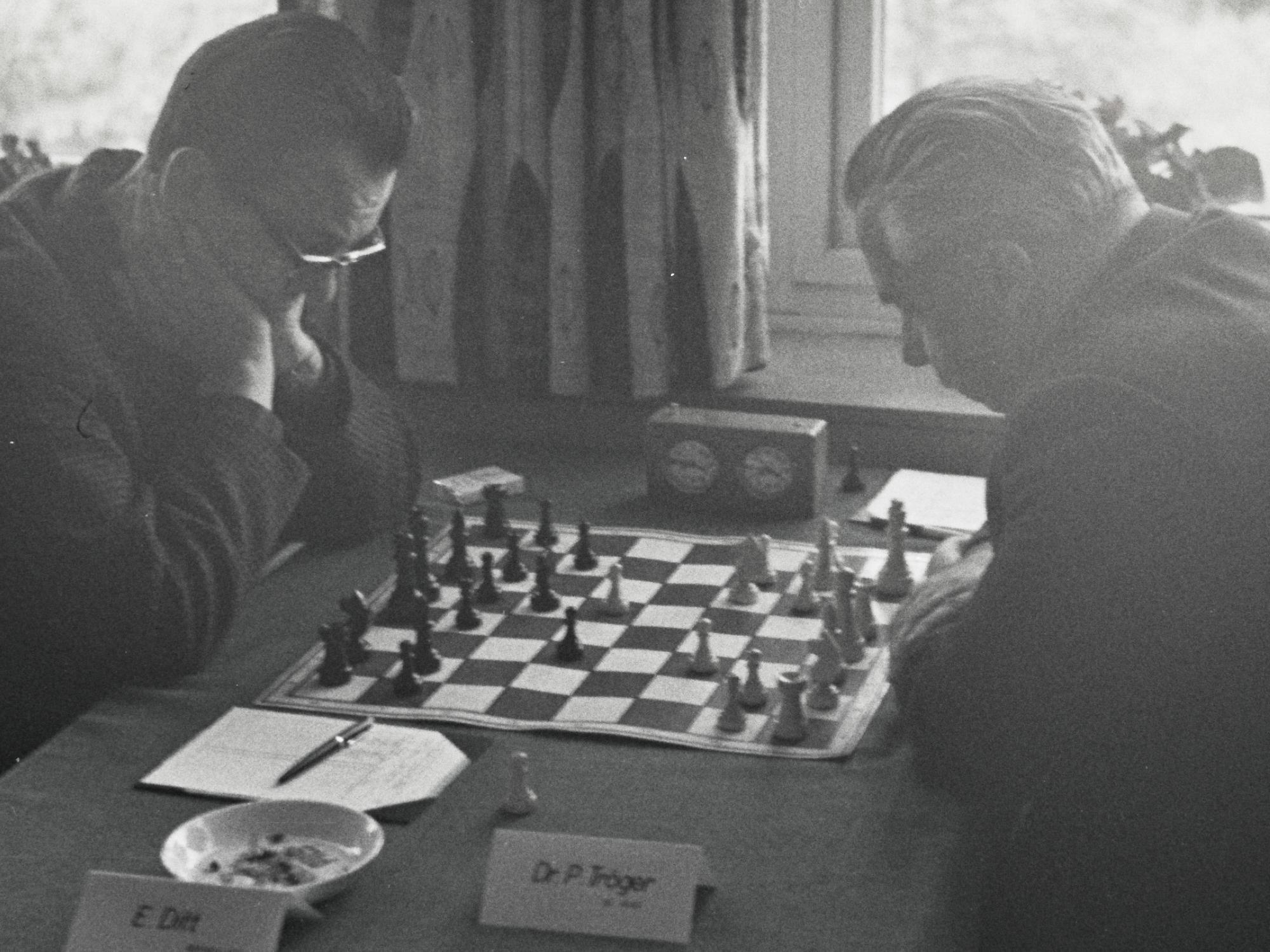
Egon Ditt und Paul Tröger (1966)

Im Jahre 1946 trat Ditt in den Schachklub Bremen-Ost ein. Später spielte er für den Delmenhorster Schachklub, der viele Jahre in der Schachbundesliga vertreten war.
Er qualifizierte sich für die Endrunde der 13. Deutschen Meisterschaft 1974 in Menden.
Ditt trug den Titel eines FIDE-Meisters.
Auch im Fernschach war er erfolgreich und spielte für die deutsche Mannschaft bei Europa- und Weltmeisterschaften. Im Eberhard-Wilhelm-Cup 1963 gewann er gegen die Weltklassespieler Aivars Gipslis und Grigori Sanakojew. Bei der 9. Fernschach-Olympiade holte er sechs von acht Punkten an Brett sechs.
Der ICCF verlieh ihm im Jahre 1980 den Titel Internationaler Fernschachmeister.

## Funktionär
Nachdem er viele Jahre auf Vereinsebene und im Schachverband Weser-Ems tätig gewesen war, wurde Ditt 1989 zum Präsidenten des Deutschen Schachbundes gewählt. In die Anfangsphase seiner Amtszeit fiel die von ihm maßgeblich mitgestaltete, am 29. September 1990 vollzogene Zusammenführung des DSB mit dem Schachverband der DDR.
Auch beim Weltschachbund FIDE hatte er verschiedene Ämter inne, von 1990 bis 1994 war er dessen Vizepräsident.

## Beruf und Privatleben

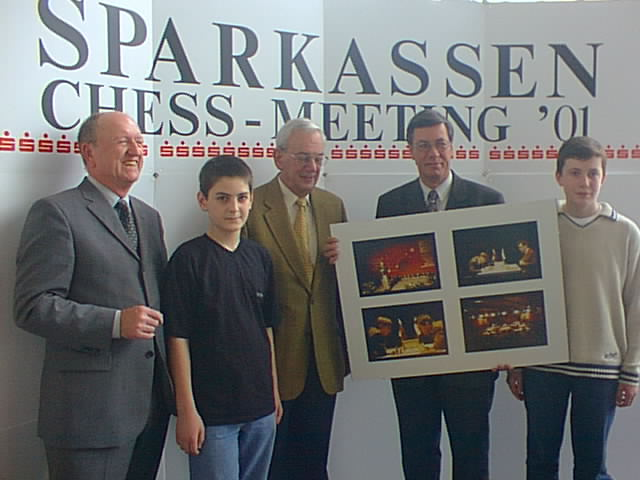
Würdigung der Verdienste von Egon Ditt bei den Dortmunder Schachtagen 2001. V.l.n.r: Helmut Kohls (Sparkasse Dortmund), David Baramidze, Egon Ditt, Gerhard Langemeyer (Oberbürgermeister) und Arkadij Naiditsch.

Ditt absolvierte eine Ausbildung in der Öffentlichen Verwaltung und war als Senatsrat Hauptabteilungsleiter Wissenschaft beim Senator für Bildung in Bremen und von 1992-3 auch kommissarischer Direktor der Staats- und Universitätsbibliothek Bremen.
Er war u. a. mit dem langjährigen Bürgermeister Hans Koschnick befreundet, der ebenfalls begeisterter Schachspieler war.
Seit 1954 war er mit seiner Frau Jutta verheiratet, die auch eine starke Schachspielerin war: Sie gewann fünf Mal die Bremer Meisterschaft der Damen und nahm zwei Mal an der Deutschen Damenmeisterschaft teil .

## Ehrungen
- Bundesverdienstkreuz 1. Klasse (16. September 1996)[5]
- Ehrenpräsident des Deutschen Schachbundes (2001)